# Куреть
Куре́ть (бур. Хурээ - изгородь, ограда) — деревня в Ольхонском районе Иркутской области. Административный центр Куретского муниципального образования.

## География
Находится на правом берегу реки Анги, при впадении в неё речки Мордайская Куретка, в 20 км к западу от районного центра, села Еланцы, по северной стороне региональной автодороги 25К-003 Баяндай — Хужир.

## Население
| 2002 | 2010 | 2011 | 2012 |
| ---- | ---- | ---- | ---- |
| 480  | ↗511 | ↗512 | ↗516 |

По данным Всероссийской переписи, в 2010 году в деревне проживало 511 человек (259 мужчин и 252 женщины).